# Petite Baïse
Petite Baïse – rzeka we Francji, przepływająca przez tereny departamentów Pireneje Wysokie i Gers, o długości 75,1 km. Stanowi dopływ rzeki Baïse.